# Bộ ba số Pythagoras

Định lý Pythagoras: a^{2} + b^{2} = c^{2}

Một bộ ba số Pythagoras (còn gọi là bộ ba số Pytago hay bộ ba số Pythagore) gồm ba số nguyên dương a, b, và c, sao cho a2 + b2 = c2. Khi đó ta viết bộ ba đó là (a, b, c), và bộ ba số nhỏ nhất thỏa mãn điều kiện là (3, 4, 5). Nếu (a, b, c) là bộ ba số Pythagore, thì  cả bộ ba (ka, kb, kc) với số nguyên dương k bất kỳ cũng là Pythagoras. Một bộ ba số Pythagoras được gọi là bộ ba số Pythagoras nguyên tố nếu a, b và c là các số nguyên tố cùng nhau.
Tên gọi của các bộ ba số này xuất phát từ Định lý Pythagoras. Các bộ ba số Pytago có thể lấy làm độ dài các cạnh của tam giác vuông với độ dài cạnh huyền là c. Tuy nhiên, độ dài các cạnh của một tam giác vuông không tạo thành bộ ba số Pythagoras nếu chúng không là các số nguyên. Chẳng hạn, tam giác với các cạnh a = b = 1 và c = √2 là tam giác vuông, nhưng (1, 1, √2) không là bộ ba số Pythagoras vì √2 không là số nguyên.
Không tồn tại bộ ba số Pythagoras nào có 2 số chẵn
Chỉ có một bộ ba số Pythagoras gồm 3 số tự nhiên liên tiếp nhau là (3, 4, 5).
Có 159 bộ ba Pythagoras nguyên thủy với c ≤ 1000.
- c ≤ 100 (16 bộ ba):

| (3, 4, 5)    | (5, 12, 13)  | (8, 15, 17)  | (7,24,25)  |
| (20, 21, 29) | (12, 35, 37) | (9, 40, 41)  | (28,45,53) |
| (11, 60, 61) | (16, 63, 65) | (33, 56, 65) | (48,55,73) |
| (13, 84, 85) | (36, 77, 85) | (39, 80, 89) | (65,72,97) |
|              |              |              |            |

- 101 ≤ c ≤ 200 (16 bộ ba):

| (20, 99, 101)  | (60, 91, 109)   | (15, 112, 113) | (44, 117, 125) |
| (88, 105, 137) | (17, 144, 145)  | (24, 143, 145) | (51, 140, 149) |
| (85, 132, 157) | (119, 120, 169) | (52, 165, 173) | (19, 180, 181) |
| (57, 176, 185) | (104, 153, 185) | (95, 168, 193) | (28, 195, 197) |

- 201 ≤ c ≤ 300 (15 bộ ba):

| (84, 187, 205)  | (133, 156, 205) | (21, 220, 221)  | (140, 171, 221) | (60, 221, 229) |
| (105, 208, 233) | (120, 209, 241) | (32, 255, 257)  | (23, 264, 265)  | (96, 247, 265) |
| (69, 260, 269)  | (115, 252, 277) | (160, 231, 281) | (161, 240, 289) | (68, 285, 293) |

- 301 ≤ c ≤ 400 (16 bộ ba):

| (136, 273, 305) | (207, 224, 305) | (25, 312, 313)  | (75, 308, 317)  |
| (36, 323, 325)  | (204, 253, 325) | (175, 288, 337) | (180, 299, 349) |
| (225, 272, 353) | (27, 364, 365)  | (76, 357, 365)  | (252, 275, 373) |
| (135, 352, 377) | (152, 345, 377) | (189, 340, 389) | (228, 325, 397) |

- 401 ≤ c ≤ 500 (17 bộ ba):

| (40, 399, 401)  | (120, 391, 409) | (29, 420, 421)  | (87, 416,425)   |
| (297, 304, 425) | (145, 408, 433) | (84, 437, 445)  | (203, 396, 445) |
| (280, 351, 449) | (168, 425, 457) | (261, 380, 461) | (31, 480, 481)  |
| (319, 360, 481) | (44, 483, 485)  | (93, 476, 485)  | (132, 475, 493) |
| (155, 468, 493) |                 |                 |                 |

- 501 ≤ c ≤ 600 (15 bộ ba):

| (217, 456, 505) | (336, 377, 505) | (220, 459, 509) | (279, 440, 521) | (92, 525, 533)  |
| (308, 435, 533) | (341, 420, 541) | (33, 544, 545)  | (184, 513, 545) | (165, 532, 557) |
| (276, 493, 565) | (396, 403, 565) | (231, 520, 569) | (48, 575, 577)  | (368, 545, 593) |

- 601 ≤ c ≤ 700 (17 bộ ba):

| (240, 551, 601) | (35, 612, 613)  | (105, 608, 617) | (336, 527, 625) |
| (100, 621, 629) | (429, 460, 629) | (200, 609, 641) | (315, 572, 653) |
| (300, 589, 661) | (385, 552, 673) | (52, 675, 677)  | (37, 684, 685)  |
| (156, 667, 685) | (111, 680, 689) | (400, 561, 689) | (185, 672, 697) |
| (455, 528, 697) |                 |                 |                 |

- 701 ≤ c ≤ 800 (16 bộ ba):

| (260, 651, 701) | (259, 660, 709) | (333, 644, 725) | (364, 627, 725) |
| (108, 725, 733) | (216, 713, 745) | (407, 624, 745) | (468, 595, 757) |
| (39, 760, 761)  | (481, 600, 769) | (195, 748, 773) | (56, 783, 785)  |
| (273, 736, 785) | (168, 775, 793) | (432, 665, 793) | (555, 572, 797) |

- 801 ≤ c ≤ 900 (12 bộ ba):

| (280, 759, 809) | (429, 700, 821) | (540, 629, 829) | (41, 840, 841)  |
| (116, 837, 845) | (123, 836, 845) | (205, 828, 853) | (232, 825, 857) |
| (287, 816, 865) | (504, 703, 865) | (348, 805, 877) | (369, 800, 881) |

- 901 ≤ c ≤ 1000 (18 bộ ba):

| (60, 899, 901)  | (451, 780, 901) | (464, 777, 905) | (616, 663, 905) | (43, 924, 925)  | (533, 756, 925) |
| (129, 920, 929) | (215, 912, 937) | (580, 741, 941) | (301, 900, 949) | (420, 851, 949) | (615, 728, 953) |
| (124, 957, 965) | (387, 884, 965) | (248, 945, 977) | (473, 864, 985) | (696, 697, 985) | (372, 925, 997) |

## Công thức tổng quát
Công thức sau tổng quát tất cả các bộ ba số Pythagoras (không đơn trị):
{\displaystyle a=k(m^{2}-n^{2})}
{\displaystyle b=k2mn}
{\displaystyle c=k(m^{2}+n^{2})}
Trong đó m và n là hai số nguyên tố cùng nhau, có một số chẵn và một số lẻ, với m > n và k là số nguyên dương tùy ý. Hai số a và b có thể hoán đổi vai trò cho nhau. Đặc biệt với k = 1 nó dẫn tới công thức cổ điển cho bởi Euclid (kh. 300 TCN) trong cuốn sách Elements của ông, thường được gọi là công thức Euclid:
{\displaystyle a=m^{2}-n^{2}}
{\displaystyle b=2mn}
{\displaystyle c=m^{2}+n^{2}}
Bộ ba số sinh bởi công thức Euclid là nguyên tố chỉ nếu m và n là các số nguyên tố cùng nhau và đúng một trong chúng là số chẵn. Nếu cả n và m cùng là chẵn (hoặc lẻ), thì a, b, và c sẽ là chẵn, và bộ ba số đó không nguyên tố cùng nhau. Mọi bộ ba nguyên tố (có thể đổi vai trò giữa a và b) sinh ra từ một cặp duy nhất các số nguyên tố cùng nhau m, n, mà một trong chúng là lẻ.

## Tính chất
Trong một bộ ba Pythagoras nguyên thủy, ký hiệu:
Hai cạnh góc vuông:
{\displaystyle m^{2}-n^{2}} và {\displaystyle 2mn} là 2 cạnh góc vuông a,b; trong đó {\displaystyle 2mn} là cạnh góc vuông chẵn.
{\displaystyle c=m^{2}+n^{2}} là cạnh huyền.
- Mối liên hệ khác giữa ba số trong bộ ba Pytagoras,

{\displaystyle a+b=c+2{\sqrt {\frac {(c-a)(c-b)}{2}}}}
- (c − a)(c − b)/2 là số chính phương. Điều này rất có ích khi kiểm tra xem một bộ ba số có phải là bộ ba Pythagoras hay không, tuy vậy đây chỉ là điều kiện cần, chưa đủ. Ví dụ, bộ ba {6, 12, 8} thỏa mãn (c − a)(c − b)/2 là số chính phương, nhưng lại không phải là bộ ba Pythagoras. Điều kiện (nếu a là cạnh góc vuông chẵn) "(c − a) và (c − b)/2 đồng thời là số chính phương" chính là điều kiện cần và đủ để (a,b,c) lập thành bộ ba Pythagoras; bộ ba Pythagoras này có thể không nguyên thủy.
- Nếu hai số bất kì trong bộ ba Pythagoras nguyên tố cùng nhau thì đó là bộ ba Pythagoras nguyên thủy.
- Trong 3 số a, b, c có nhiều nhất một số chính phương.
- Tồn tại vô số bộ ba Pythagoras nguyên thủy có cạnh huyền là số chính phương.
- Tồn tại vô số bộ ba Pythagoras nguyên thủy có một cạnh góc vuông là số chính phương
- Tổng và hiệu của cạnh huyền với cạnh góc vuông chẵn là hai số chính phương lẻ; trong hai số tổng và hiệu của cạnh huyền với cạnh góc vuông lẻ, có một số là tích của 2 với một số chính phương chẵn và một số là tích của 2 với một số chính phương lẻ:

{\displaystyle (m^{2}+n^{2})+(2mn)=(m+n)^{2}}
{\displaystyle (m^{2}+n^{2})-(2mn)=(m-n)^{2}}
{\displaystyle (m^{2}+n^{2})+(m^{2}-n^{2})=2m^{2}}
{\displaystyle (m^{2}+n^{2})-(m^{2}-n^{2})=2n^{2}}
- Chu vi (P = a+b+c) là số chẵn (Vì trong ba số a, b, c có hai số lẻ và một số chẵn)
- Diện tích (S = ab/2) là số đồng dư, chia hết cho 6 (Vì trong hai số a, b có một số lẻ và một số chẵn; có một số chia hết cho 3 và một số chia hết cho 4)
- Trong hai số a, b có một số lẻ và một số chẵn; c là số lẻ.

Giả sử a và b là số lẻ, c là số chẵn
Khi đó: {\displaystyle a^{2}} và {\displaystyle b^{2}} chia 4 dư 1
Suy ra: {\displaystyle c^{2}=a^{2}+b^{2}} chia 4 dư 2, vô lí vì c là số chẵn nên {\displaystyle c^{2}} chia hết cho 4.
- Trong hai số a, b có đúng một số chia hết cho 3.

Mọi số chính phương đều chia hết cho 9 hoặc chia 3 dư 1.
Giả sử trong a và b không có số nào chia hết cho 3.
Khi đó: {\displaystyle a^{2}} và {\displaystyle b^{2}} chia 3 đều dư 1
Suy ra: {\displaystyle c^{2}=a^{2}+b^{2}} chia 3 dư 2, vô lí vì {\displaystyle c^{2}} là số chính phương.
- Trong hai số a, b có đúng một số chia hết cho 4; và không có số nào có dạng 4k + 2.

c là số lẻ nên không chia hết cho 4.
Mọi số chính phương chẵn chia hết cho 4; mọi số chính phương lẻ chia 8 dư 1.
Trong a và b chỉ có một số chẵn.
Giả sử trong a và b có một số chẵn, chia 4 dư 2.
Do đó số chính phương của số chẵn này chia 8 dư 4
Suy ra: {\displaystyle c^{2}=a^{2}+b^{2}} chia 8 dư 5, vô lí vì {\displaystyle c^{2}} là số chính phương lẻ.
- Trong ba số a, b, c có đúng một số chia hết cho 5.

Mọi số chính phương đều chia hết cho 25 hoặc chia 5 dư 1 hoặc 4.
Giả sử trong ba số a, b, c không có số nào chia hết cho 5. (*)
Trường hợp 1: {\displaystyle a^{2}} và {\displaystyle b^{2}} chia 5 đều dư 1
Khi đó: {\displaystyle c^{2}=a^{2}+b^{2}} chia 5 dư 2, vô lí vì {\displaystyle c^{2}} là số chính phương.
Trường hợp 2: {\displaystyle a^{2}} và {\displaystyle b^{2}} chia 5 đều dư 4
Khi đó: {\displaystyle c^{2}=a^{2}+b^{2}} chia 5 dư 3, vô lí vì {\displaystyle c^{2}} là số chính phương.
Trường hợp 3: Trong 2 số {\displaystyle a^{2}} và {\displaystyle b^{2}} có một số chia 5 dư 1, một số chia 5 dư 4.
Khi đó: {\displaystyle c^{2}=a^{2}+b^{2}} chia hết cho 5, mâu thuẫn với (*).
- Trong bốn số a, b, (a + b), (b − a) có đúng một số chia hết cho 7.
- Trong bốn số (a + c), (b + c), (c − a), (c − b) có đúng một số chia hết cho 8.

Giả sử a chia hết cho 4
Suy ra: {\displaystyle a^{2}} chia hết cho 16
Suy ra: {\displaystyle c^{2}-b^{2}} chia hết cho 16
Suy ra: {\displaystyle (c+b)(c-b)} chia hết cho 16
Vì a chia hết cho 4 nên b là số lẻ
Số c chia 4 dư 1 nên (c + b) và (c – b) là số chẵn; còn (c + b) và (c – b) là số lẻ
Trường hợp 1: Cả (c + b) và (c – b) đều chia hết cho 4
Trường hợp 2: Trong 2 số (c + b), (c – b) có một số chia hết cho 8, số còn lại chia 4 dư 2
Từ trường hợp 1 suy ra: b và c cùng chia hết cho 4 hoặc chia 4 dư 2, vô lí vì b và c là số lẻ
Vậy nên chỉ có trường hợp 2 xảy ra.
Tương tự, nếu b chia hết cho 4 thì (c + b), (c – b) là số lẻ, một trong hai số (c + a), (c – a) chia hết cho 8.
- Trong bốn số (a + c), (b + c), (c − a), (c − b) có đúng một số chia hết cho 9.

Giả sử a chia hết cho 3. (*)
Do c không chia hết cho 3 nên (c + a) và (c – a) không chia hết cho 3.
Từ (*) suy ra: {\displaystyle a^{2}} chia hết cho 9
Suy ra: {\displaystyle c^{2}-b^{2}} chia hết cho 9
Suy ra: {\displaystyle (c+b)(c-b)} chia hết cho 9
Trường hợp 1: Cả (c + b) và (c – b) đều chia hết cho 3
Trường hợp 2: Trong 2 số (c + b), (c – b) chỉ có một số chia hết cho 9
Từ trường hợp 1 suy ra: c và b cùng chia hết cho 3, vô lí vì c và b là hai số nguyên tố cùng nhau
Vậy nên chỉ có trường hợp 2 xảy ra.
Tương tự, nếu b chia hết cho 3 thì (c + b), (c – b) không chia hết cho 3, một trong hai số (c + a), (c – a) chia hết cho 9.
- Trong sáu số a, b, (2a + b), (2a − b), (2b + a), (2b − a) có đúng một số chia hết cho 11.
- Trong bảy số a, b, c, (3a + b), (3a − b), (3b + a), (3b − a) có đúng một số chia hết cho 13.
- Tất cả các ước của c đều là những số có dạng 4k + 1.

Giả sử {\displaystyle c=m^{2}+n^{2}} có ước nguyên tố p có dạng 4k+3, suy ra: 
{\displaystyle m^{2}} đồng dư với {\displaystyle -n^{2}} mod p.
Suy ra {\displaystyle m^{2(2k+1)}} đồng dư với {\displaystyle -n^{2(2k+1)}} mod p.
Suy ra {\displaystyle m^{p-1}} đồng dư với {\displaystyle -n^{p-1}} mod p.
Do m,n nguyên tố cùng nhau, do đó chúng đều không chia hết cho p.
Suy ra, theo định lý Fermat nhỏ {\displaystyle m^{p-1}} đồng dư với 1 mod p, và {\displaystyle -n^{p-1}} đồng dư với -1 mod p.
Suy ra 1+1 chia hết cho p, vô lý vì p có dạng 4k+3.
Mặt khác c lẻ do đó p lẻ. Tóm lại p chỉ có dạng 4k+1. Suy ra mọi ước của c đều có dạng 4k+1.
- Tất cả các số tự nhiên "lớn hơn 2 và không phải số có dạng 4k + 2" luôn thuộc một bộ ba Pitago nguyên thủy nào đó.
- Tất cả các số tự nhiên lớn hơn 2 đều thuộc một bộ Pythagoras nào đó (nguyên thủy hoặc không), ví dụ các số 6,10,14 và 18 không thuộc một bộ ba Pythagoras nguyên thủy nào, nhưng lại thuộc một bộ ba Pythagoras không nguyên thủy 6, 8, 10; 14, 48, 50 và 18, 80, 82.
- Tồn tại vô số các bộ ba nguyên Pythagoras nguyên thủy mà hiệu giữa cạnh huyền và cạnh góc vuông lớn bằng 1 ("cạnh góc vuông lớn" là cạnh có độ dài lớn hơn trong hai cạnh góc vuông). Tổng quát: Với số nguyên j lẻ bất kì, tồn tại vô số bộ ba Pythagoras nguyên thủy mà hiệu giữa cạnh huyền và cạnh góc vuông chẵn bằng j2.
- Tồn tại vô số các bộ ba nguyên Pythagoras nguyên thủy mà hiệu giữa cạnh huyền và cạnh góc vuông lớn bằng 2 ("cạnh góc vuông lớn" là cạnh có độ dài lớn hơn trong hai cạnh góc vuông). Tổng quát: Với số nguyên k > 0 bất kì, tồn tại vô số bộ ba Pythagoras nguyên thủy mà hiệu giữa cạnh huyền và cạnh góc vuông lẻ bằng 2k2.
- Nếu j và k là các số nguyên dương lẻ, không nhất thiết phân biệt, thì đúng một bộ ba Pythagoras nguyên thủy sao cho {\displaystyle a+j^{2}=c=b+2^{k}.}
- Không có một bộ ba Pythagoras nguyên thủy nào mà hiệu giữa cạnh huyền và một cạnh góc vuông bằng một số nguyên tố lẻ.
- Với mỗi số tự nhiên n, tồn tại n bộ ba Pythagoras nguyên thủy có cùng diện tích, nhưng khác nhau ở độ dài  ba cạnh. Ví dụ: (20, 21, 29) và (12, 35, 37).
- Với mỗi số tự nhiên n, tồn tại n bộ ba Pythagoras nguyên thủy có cùng chu vi, nhưng khác nhau ở độ dài ba cạnh. Ví dụ (364, 627, 725) và (195, 748, 773).
- Với mỗi số tự nhiên n, có ít nhất n bộ ba Pythagoras nguyên thủy có cùng cạnh góc vuông a, với a là một số tự nhiên nào đó.
- Với mỗi số tự nhiên n, có ít nhất n bộ ba Pythagoras nguyên thủy có cùng cạnh huyền.
- Trong mỗi bộ ba Pythagoras, bán kính đường tròn nội tiếp và "3 bán kính của ba đường tròn bàng tiếp" là số tự nhiên. Bán kính đường tròn nội tiếp bằng {\displaystyle r=n(m-n)}.
- Không có bộ ba Pythagoras nguyên thủy nào mà cạnh huyền và 1 cạnh góc vuông lại là các cạnh góc vuông của bộ bộ ba Pythagoras nguyên thủy khác.